# Morti il 16 febbraio
| Questa pagina contiene informazioni ricavate automaticamente dalle voci biografiche con l'ausilio del template Bio e di un bot. L'aggiornamento è periodico e automatico e ricostruisce completamente la pagina. Se manca una persona in questa lista, sei pregato di non aggiungerla, ma accertati piuttosto che la sua voce biografica contenga il template Bio e che i dati anagrafici siano correttamente compilati. Se il template Bio manca, inseriscilo tu stesso o, in alternativa, metti l'avviso {{tmp\|Bio}} che ne segnala la mancanza. Se i dati riportati sono sbagliati, correggi direttamente la voce biografica; le modifiche saranno visibili in questa lista entro pochi giorni. Per chiarimenti vedi il progetto biografie. La lista contiene solo le 557 persone che sono citate nell'enciclopedia e per le quali è stato implementato correttamente il template Bio. Pagina aggiornata al 17 ago 2025. |

## IV secolo(1)
- 309 - Panfilo di Cesarea, presbitero

## VIII secolo(1)
- 713 - Yìjìng, monaco buddista cinese (n. 635)

## IX secolo(1)
- 845 - Ibn Sa'd, storico e giurista arabo (n. 784)

## XI secolo(1)
- 1084 - Sigfrido I di Magonza, arcivescovo cattolico tedesco

## XII secolo(1)
- 1184 - Riccardo di Dover, arcivescovo cattolico francese

## XIII secolo(5)
- 1236 - Filippa Mareri, religiosa italiana
- 1247 - Enrico Raspe, nobile tedesco
- 1270 - Otto von Lutterberg
- 1279 - Alfonso III del Portogallo, sovrano portoghese (n. 1210)
- 1281 - Gertrude di Hohenberg, nobildonna tedesca (n. 1225)

## XIV secolo(4)
- 1353 - Bertoldo Orsini, di Napoleone, politico italiano
- 1390 - Roberto I del Palatinato, conte (n. 1309)
- 1391 - Giovanni V Paleologo, imperatore bizantino (n. 1332)
- 1397 - Enrico VI di Waldeck, nobile tedesco

## XV secolo(5)
- 1402 - Guglielmo di Jülich-Geldern, duca (n. 1364)
- 1426 - Jean Allarmet de Brogny, vescovo cattolico e cardinale francese (n. 1342)
- 1466 - Burkhard von Weißpriach, cardinale e arcivescovo cattolico austriaco
- 1486 - Ulrico III di Graben, nobile e militare austriaco (n. 1415)
- 1495 - William Stanley, nobile e militare britannico (n. 1435)

## XVI secolo(9)
- 1508 - Giovanni II Bentivoglio, nobile italiano (n. 1443)
- 1559 - Lattanzio Ragnoni, giurista e politico italiano (n. 1509)
- 1560 - Jean du Bellay, cardinale, vescovo cattolico e diplomatico francese (n. 1492)
- 1561 - Cornelius Canis, cantore e compositore fiammingo
- 1579 - Gonzalo Jiménez de Quesada, esploratore spagnolo (n. 1509)
- 1582 - Alessandro Casale, vescovo cattolico italiano
- 1582 - Domenico Venier, poeta italiano (n. 1517)
- 1597 - Gilbert Génébrard, vescovo, teologo e ebraista francese (n. 1535)
- 1599 - Lazzaro Grimaldi Cebà, doge (n. 1520)

## XVII secolo(17)
- 1606 - Baltasar de Alcázar, poeta spagnolo (n. 1530)
- 1608 - María Maximiliana Manrique de Lara y Briceño, nobildonna spagnola
- 1613 - Mikalojus Daukša, presbitero, umanista e letterato lituano
- 1621 - Juan Bautista Monegro, scultore e architetto spagnolo (n. 1545)
- 1624 - Ludovic Stewart, II duca di Lennox, nobile e politico scozzese (n. 1574)
- 1624 - Juan de Mariana, gesuita, teologo e storico spagnolo (n. 1536)
- 1630 - Domenico di Gesù Maria, presbitero spagnolo (n. 1559)
- 1635 - Gonzalo Fernández de Córdoba, generale e duca spagnolo (n. 1585)
- 1654 - Francesco Bordoni, scultore italiano (n. 1580)
- 1655 - Diego Messía Felípez de Guzmán, generale e politico spagnolo (n. 1580)
- 1656 - Marco Gradenigo, patriarca cattolico italiano (n. 1589)
- 1662 - László Listi, poeta ungherese (n. 1628)
- 1666 - Jean de Lauson, funzionario francese (n. 1584)
- 1683 - Nicolaes Berchem, pittore olandese (n. 1620)
- 1685 - Ibrahim Shah di Johor, sovrano malese
- 1689 - Georg Paulus Imhoff, banchiere, mercante e politico tedesco (n. 1603)
- 1695 - Amalia di Nassau-Dietz, principessa tedesca (n. 1655)

## XVIII secolo(24)
- 1710 - Esprit Fléchier, vescovo cattolico francese (n. 1632)
- 1720 - Antonin Cloche, religioso francese (n. 1628)
- 1725 - Foresto d'Este, militare italiano (n. 1652)
- 1728 - Enrico di Sassonia-Weissenfels-Barby, nobile tedesco (n. 1657)
- 1728 - Aurora von Königsmarck, religiosa tedesca (n. 1662)
- 1732 - Filippo Guglielmo Pallavicino delle Frabose, politico e militare italiano (n. 1662)
- 1738 - Giovanni Vincenzo de Filippi, vescovo cattolico italiano (n. 1656)
- 1753 - Giacomo Facco, compositore, violoncellista e violinista italiano (n. 1676)
- 1753 - Tommaso Ruffo, cardinale e arcivescovo cattolico italiano (n. 1663)
- 1754 - Richard Mead, medico britannico (n. 1673)
- 1755 - Giuseppe Antonio Davanzati, patriarca cattolico italiano (n. 1665)
- 1761 - Hyacinthe Collin de Vermont, pittore francese (n. 1693)
- 1769 - Durancy, attore teatrale e regista teatrale francese
- 1771 - Giuseppe Marchesi, pittore italiano (n. 1699)
- 1775 - Jean-Baptiste Vivien de Châteaubrun, drammaturgo francese (n. 1686)
- 1780 - Giovanni Aloisio I di Oettingen-Spielberg, principe tedesco (n. 1707)
- 1784 - Michelangelo Martini, religioso e storico italiano (n. 1700)
- 1786 - Ignazio Gozadinos, presbitero greco (n. 1716)
- 1788 - Mariano Arciero, presbitero italiano (n. 1707)
- 1788 - George Anne Bellamy, attrice irlandese (n. 1731)
- 1791 - Richard d'Alton, generale austriaco
- 1793 - Christian Gottlob Hubert, organaro polacco (n. 1724)
- 1795 - Ercole Rinaldo d'Este, nobile (n. 1769)
- 1799 - Carlo Teodoro di Baviera, principe tedesco (n. 1724)

## XIX secolo(68)
- 1801 - Filippina Carlotta di Prussia, principessa tedesca (n. 1716)
- 1801 - Konrad Valentin von Kaim, generale austriaco (n. 1731)
- 1803 - Giovanni Punto, cornista e compositore ceco (n. 1746)
- 1803 - Louis-René-Édouard de Rohan-Guéménée, cardinale, vescovo cattolico e diplomatico francese (n. 1734)
- 1804 - Antonio Zatta, editore, cartografo e tipografo italiano (n. 1722)
- 1806 - Franz von Weyrother, generale austriaco (n. 1755)
- 1807 - Andreas Weiß, organaro tedesco (n. 1722)
- 1815 - Vincenzo Chiminello, astronomo italiano (n. 1741)
- 1816 - Innocenzo Ansaldi, pittore, storico dell'arte e poeta italiano (n. 1734)
- 1816 - Abel Bürja, matematico tedesco (n. 1752)
- 1816 - Gianantonio Della Beretta, vescovo cattolico italiano (n. 1733)
- 1816 - Francesco Sforza Cesarini, VI principe di Genzano, principe italiano (n. 1773)
- 1817 - Gaetano Maria Garrasi, religioso e arcivescovo cattolico italiano (n. 1727)
- 1819 - Archibald Hamilton, IX duca di Hamilton, nobile e politico scozzese (n. 1740)
- 1819 - Pierre-Henri de Valenciennes, pittore francese (n. 1750)
- 1819 - Onorato IV di Monaco, principe (n. 1758)
- 1820 - Georg Carl von Döbeln, generale svedese (n. 1758)
- 1820 - Nicolaus Michael Oppel, naturalista tedesco (n. 1782)
- 1821 - Giuseppe Errante, pittore italiano (n. 1760)
- 1825 - Robert Lindet, politico e avvocato francese (n. 1746)
- 1829 - François-Joseph Gossec, compositore e violinista francese (n. 1734)
- 1831 - Tommaso De Ocheda, umanista italiano (n. 1757)
- 1832 - Tommaso Ferrero della Marmora, generale italiano (n. 1768)
- 1834 - François Aimé Louis Dumoulin, disegnatore, pittore e incisore svizzero (n. 1753)
- 1835 - Juan Facundo Quiroga, militare e politico argentino (n. 1788)
- 1837 - Jean Bonvoisin, pittore francese (n. 1752)
- 1837 - Gottfried Reinhold Treviranus, naturalista tedesco (n. 1776)
- 1839 - Ludwig Berger, compositore, pianista e insegnante tedesco (n. 1777)
- 1842 - Johann Nepomuk Schaller, scultore austriaco (n. 1777)
- 1844 - Ramón José de Arce, patriarca cattolico spagnolo (n. 1755)
- 1849 - August Carl Joseph Corda, botanico ceco (n. 1809)
- 1849 - Giovanni Battista Rossi, vescovo cattolico italiano (n. 1777)
- 1853 - Edoardo Giuseppe Rignon, nobile, diplomatico e politico italiano (n. 1808)
- 1854 - Enrico di Stolberg-Wernigerode, nobile tedesco (n. 1772)
- 1857 - Elisha Kane, esploratore statunitense (n. 1820)
- 1857 - Karl Schönhals, militare austriaco (n. 1788)
- 1858 - Giuseppe de Fornari, funzionario e politico italiano (n. 1779)
- 1859 - François-Léon Benouville, pittore francese (n. 1821)
- 1861 - Samuel Lovett Waldo, pittore statunitense (n. 1783)
- 1861 - Ernesto Casimiro II di Ysenburg e Büdingen, principe tedesco (n. 1806)
- 1862 - Angelo Campana, politico italiano (n. 1787)
- 1863 - Pierre-Médard Diard, naturalista e esploratore francese (n. 1794)
- 1863 - Léon Nicolas Godard, presbitero e docente francese (n. 1825)
- 1865 - Giovanni Battista Vergani, architetto italiano (n. 1788)
- 1868 - Adamo Tadolini, scultore italiano (n. 1788)
- 1869 - Oscar Patric Sturzen-Becker, scrittore svedese (n. 1811)
- 1871 - Philippe-Jacques van Bree, pittore belga (n. 1786)
- 1871 - Richard Adams Locke, giornalista e scrittore britannico (n. 1800)
- 1876 - Marco De Gregorio, pittore italiano (n. 1829)
- 1879 - Émile Prisse d'Avennes, egittologo francese (n. 1807)
- 1879 - Frederick Smith, entomologo britannico (n. 1805)
- 1881 - Paul Flatters, esploratore e militare francese (n. 1832)
- 1881 - Gustav Neumann, scacchista tedesco (n. 1838)
- 1882 - Julián Arcas, chitarrista e compositore spagnolo (n. 1832)
- 1884 - Théodose du Moncel, pittore e fisico francese (n. 1821)
- 1885 - Ernst Erhard Schmid, paleontologo tedesco (n. 1815)
- 1886 - Christian Louis Heinrich Köhler, pianista e compositore tedesco (n. 1820)
- 1886 - Albert Küchler, pittore danese (n. 1803)
- 1886 - Cesare Uva, pittore italiano (n. 1824)
- 1887 - Luigi Revedin, politico italiano (n. 1807)
- 1890 - Robert Kane, chimico irlandese (n. 1809)
- 1891 - Karl Maksimovič, botanico russo (n. 1827)
- 1892 - Henry Walter Bates, biologo, esploratore e entomologo inglese (n. 1825)
- 1895 - Henrietta Maria Dillon-Lee, nobildonna e attivista inglese (n. 1807)
- 1895 - Raymond Adolphe Séré de Rivières, generale e ingegnere francese (n. 1815)
- 1898 - Vasilij Stepanovič Zavojko, militare russo (n. 1809)
- 1899 - Félix Faure, politico francese (n. 1841)
- 1900 - Julius Schrader, pittore tedesco (n. 1815)

## XX secolo(270)
- 1901 - Truman Everts, scienziato statunitense (n. 1816)
- 1902 - Luigi Giovanni Vitale Capello, pittore italiano (n. 1843)
- 1903 - Bartolomeo Marchelli, patriota e illusionista italiano (n. 1834)
- 1904 - Claude Bowes-Lyon, XIII conte di Strathmore e Kinghorne, nobile britannico (n. 1824)
- 1905 - Cesare Dell'Acqua, pittore e illustratore italiano (n. 1821)
- 1905 - Luigi Premi, ingegnere e patriota italiano (n. 1838)
- 1905 - Leonardo Tommasi, magistrato e politico italiano (n. 1832)
- 1906 - Alessandro Asinari di San Marzano, politico e generale italiano (n. 1830)
- 1906 - Maktum II bin Hasher Al Maktum, sovrano emiratino
- 1907 - Giosuè Carducci, poeta, scrittore e critico letterario italiano (n. 1835)
- 1907 - Clementina d'Orléans, nobile (n. 1817)
- 1908 - Luigi Bigiarelli, atleta e dirigente sportivo italiano (n. 1875)
- 1908 - Andrej Kmeť, presbitero, botanico e etnografo slovacco (n. 1841)
- 1908 - Henry Arthur McArdle, pittore irlandese (n. 1836)
- 1909 - Emmanuel Henri Victurnien de Noailles, critico letterario e storico francese (n. 1830)
- 1910 - Giuseppe Perrotta, compositore italiano (n. 1843)
- 1910 - Erminia di Waldeck e Pyrmont, principessa tedesca (n. 1827)
- 1911 - Cecilia Baring, nobildonna inglese (n. 1834)
- 1911 - Edward Hitchcock, medico e educatore statunitense (n. 1828)
- 1912 - Nicola del Giappone, monaco cristiano e teologo russo (n. 1836)
- 1913 - Giuseppe Palumbo, politico e ammiraglio italiano (n. 1840)
- 1914 - Fausto Bagatti Valsecchi, architetto e avvocato italiano (n. 1843)
- 1914 - Theodore Low De Vinne, tipografo statunitense (n. 1828)
- 1914 - Maria di Leuchtenberg, principessa (n. 1841)
- 1915 - Alfred Kowalski, pittore polacco (n. 1849)
- 1916 - Giorgio Gennaro, presbitero italiano (n. 1866)
- 1916 - Georg von Oettingen, oculista tedesco (n. 1824)
- 1917 - Octave Mirbeau, giornalista, scrittore e critico d'arte francese (n. 1848)
- 1917 - August Rauber, anatomista tedesco (n. 1841)
- 1917 - Giulio Rosati, pittore italiano (n. 1858)
- 1918 - Giovanni Facheris, avvocato e politico italiano (n. 1848)
- 1918 - Károly Khuen-Héderváry, politico ungherese (n. 1849)
- 1918 - Enrique Serra Auqué, pittore spagnolo (n. 1858)
- 1919 - Vera Vasil'evna Cholodnaja, attrice ucraina (n. 1893)
- 1919 - Antonio Gui, politico e magistrato italiano (n. 1843)
- 1919 - Mark Sykes, diplomatico britannico (n. 1879)
- 1920 - Edward Jones, matematico statunitense (n. 1856)
- 1921 - Benjamin B. Warfield, teologo statunitense (n. 1851)
- 1922 - Giovanni Acquaderni, sociologo e banchiere italiano (n. 1839)
- 1922 - Newton Knight, militare e politico statunitense (n. 1837)
- 1923 - Rocco Galdieri, poeta e giornalista italiano (n. 1877)
- 1923 - Johann Gottlieb Otto Tepper, entomologo tedesco (n. 1841)
- 1924 - Jean Nicod, filosofo francese (n. 1893)
- 1925 - John Brodie, calciatore inglese (n. 1862)
- 1925 - James McCall, calciatore scozzese (n. 1865)
- 1925 - Albert Rockwell, inventore, filantropo e imprenditore statunitense (n. 1862)
- 1925 - Enrico Thovez, critico letterario, poeta e pittore italiano (n. 1869)
- 1926 - Giuseppe Allamano, presbitero italiano (n. 1851)
- 1926 - Piero Gobetti, giornalista, filosofo e editore italiano (n. 1901)
- 1927 - Jonas Basanavičius, attivista, medico e politico lituano (n. 1851)
- 1927 - George Codd, politico e avvocato statunitense (n. 1869)
- 1927 - Carl von Opel, imprenditore tedesco (n. 1869)
- 1927 - Ludwig Adolph Timotheus Radlkofer, botanico tedesco (n. 1829)
- 1927 - Vittorio Amedeo Ranuzzi de' Bianchi, cardinale e arcivescovo cattolico italiano (n. 1857)
- 1927 - Friedrich Reinitzer, chimico e botanico austriaco (n. 1857)
- 1930 - Anatolij Andreevič Brandukov, violoncellista russo (n. 1859)
- 1930 - Maria Francesca Giannetto, religiosa italiana (n. 1902)
- 1930 - Giulio Magni, architetto e critico d'arte italiano (n. 1859)
- 1931 - Wilhelm von Gloeden, fotografo tedesco (n. 1856)
- 1931 - Edward Thomas John, politico gallese (n. 1857)
- 1932 - Julian Borchardt, politico e giornalista tedesco (n. 1868)
- 1932 - Ferdinand Buisson, politico francese (n. 1841)
- 1932 - Gustave-Auguste Ferrié, ingegnere e generale francese (n. 1868)
- 1932 - Cesare Poma, diplomatico, numismatico e storico italiano (n. 1862)
- 1932 - Jozsef Wolfner, editore, mecenate e collezionista d'arte ungherese (n. 1856)
- 1934 - Ėduard Georgievič Bagrickij, poeta sovietico (n. 1895)
- 1934 - Roberto Ferruzzi, pittore italiano (n. 1853)
- 1935 - Miltiades Manno, calciatore, canottiere e scultore ungherese (n. 1880)
- 1936 - Ferdinand Dierkens, architetto belga (n. 1856)
- 1937 - Lojze Bratuž, compositore sloveno (n. 1902)
- 1937 - Paul Graetz, attore tedesco (n. 1889)
- 1937 - Paku Alam VII, sovrano indonesiano (n. 1882)
- 1937 - Francesco Porro de' Somenzi, astronomo italiano (n. 1861)
- 1937 - Tician Tabidze, poeta georgiano (n. 1895)
- 1938 - Luigi Capotosti, cardinale e arcivescovo cattolico italiano (n. 1863)
- 1938 - Lev Sedov, attivista sovietico (n. 1906)
- 1938 - Otto zur Linde, scrittore tedesco (n. 1873)
- 1939 - Josef Moroder-Lusenberg, pittore e scultore austro-ungarico (n. 1846)
- 1939 - Martin Schiele, politico tedesco (n. 1870)
- 1939 - Jura Soyfer, poeta e drammaturgo austriaco (n. 1912)
- 1939 - Ferdinand Vach, musicista ceco (n. 1860)
- 1940 - Isidore-Marie-Joseph Dumortier, vescovo cattolico e missionario francese (n. 1869)
- 1940 - Ladislaus Hollós, botanico e micologo ungherese (n. 1859)
- 1941 - Giovanni Lagna, militare italiano (n. 1902)
- 1942 - Ettore Arrigoni degli Oddi, ornitologo e naturalista italiano (n. 1867)
- 1942 - Giovanni Bartolena, pittore italiano (n. 1866)
- 1942 - Achille Brioschi, imprenditore e politico italiano (n. 1860)
- 1943 - Mildred Harnack, critica letteraria, traduttrice e antifascista statunitense (n. 1902)
- 1943 - Yngve Holm, velista svedese (n. 1895)
- 1943 - Georges Rivière, pittore, critico d'arte e collezionista d'arte francese (n. 1855)
- 1943 - Guido da Zara, militare italiano (n. 1890)
- 1944 - Robert Ful'da, allenatore di calcio russo (n. 1873)
- 1944 - Arturo Jelardi, politico e giornalista italiano (n. 1896)
- 1944 - Hans Larsson, filosofo e saggista svedese (n. 1862)
- 1944 - Dhundiraj Govind Phalke, regista e produttore cinematografico indiano (n. 1870)
- 1944 - Luigi Trinchero, scultore italiano (n. 1862)
- 1944 - Karl Wahlmüller, calciatore austriaco (n. 1913)
- 1945 - Arduino Bizzarro, partigiano e militare italiano (n. 1923)
- 1945 - Antonio Andrea Cucca, poeta italiano (n. 1870)
- 1945 - Yun Dong-ju, poeta coreano (n. 1917)
- 1946 - Reginald Courtenay Boyle, ufficiale irlandese (n. 1877)
- 1946 - Carlos de Candamo, schermidore, rugbista a 15 e tennista peruviano (n. 1871)
- 1946 - Ivan Michajlovič Moskvin, attore, regista e direttore teatrale russo (n. 1874)
- 1946 - Giulio Rodinò, politico italiano (n. 1875)
- 1946 - Edgar Syers, pattinatore artistico su ghiaccio e dirigente sportivo britannico (n. 1863)
- 1947 - Antonio Tirabassi, organista e musicologo italiano (n. 1882)
- 1948 - István Barta, pallanuotista ungherese (n. 1895)
- 1948 - Irmfried Eberl, medico e militare austriaco (n. 1910)
- 1948 - Gennaro Granito Pignatelli di Belmonte, cardinale italiano (n. 1851)
- 1948 - Richard von Kühlmann, diplomatico e politico tedesco (n. 1873)
- 1949 - Umberto Brunelleschi, scenografo e pittore italiano (n. 1879)
- 1950 - Vieri Arnaldo Goetzlof, calciatore, allenatore di calcio e arbitro di calcio italiano (n. 1883)
- 1950 - Aldo Mieli, storico della scienza e attivista italiano (n. 1879)
- 1951 - Tommaso Gagliano, mafioso italiano (n. 1883)
- 1951 - Henri-René Lenormand, drammaturgo francese (n. 1882)
- 1951 - Heinrich Srbik, storico e politico austriaco (n. 1878)
- 1952 - Jaap Barendregt, calciatore olandese (n. 1905)
- 1953 - Giovanni Colazza, filosofo e esoterista italiano (n. 1877)
- 1953 - Franciszek Hodur, vescovo vetero-cattolico polacco (n. 1866)
- 1953 - James Lewis Kraft, inventore e imprenditore canadese (n. 1874)
- 1954 - Senda Berenson Abbott, allenatrice di pallacanestro statunitense (n. 1868)
- 1954 - Marica Gregorič-Stepančič, scrittrice, poetessa e traduttrice italiana (n. 1874)
- 1954 - Umberto Vecchina, calciatore italiano (n. 1893)
- 1955 - Luigi De Giudici, pittore italiano (n. 1887)
- 1956 - Mario Massa, nuotatore italiano (n. 1892)
- 1956 - Meghnad Saha, astrofisico indiano (n. 1893)
- 1956 - Ezio Vanoni, economista e politico italiano (n. 1903)
- 1957 - Józef Hofmann, pianista e compositore polacco (n. 1876)
- 1957 - Leslie Hore-Belisha, politico britannico (n. 1893)
- 1957 - Siegfried Marck, filosofo e politico tedesco (n. 1889)
- 1957 - John Sealy Townsend, fisico britannico (n. 1868)
- 1958 - John Moody, imprenditore statunitense (n. 1868)
- 1959 - Paul Chalfin, architetto statunitense (n. 1874)
- 1959 - John Foster, regista e fumettista statunitense (n. 1886)
- 1959 - Tim Mara, dirigente sportivo statunitense (n. 1887)
- 1959 - Leo Brandi, attore, cantante e comico italiano (n. 1894)
- 1960 - Leopold Neubauer, calciatore austriaco (n. 1889)
- 1960 - Norman Pett, fumettista britannico (n. 1891)
- 1960 - Vincenzo Ricchioni, agronomo e politico italiano (n. 1891)
- 1961 - Reino Häyhänen, militare e agente segreto sovietico (n. 1920)
- 1961 - Aleksandrs Kerno, calciatore lettone (n. 1900)
- 1961 - Bernard Paget, generale britannico (n. 1887)
- 1961 - Dazzy Vance, giocatore di baseball statunitense (n. 1891)
- 1962 - Marcel Lévesque, attore francese (n. 1877)
- 1963 - Friedrich Dessauer, filosofo, fisico e giornalista tedesco (n. 1881)
- 1963 - Alberto Vecchietti, giornalista, critico cinematografico e sceneggiatore italiano (n. 1908)
- 1964 - Jette Bang, fotografa e regista danese (n. 1914)
- 1964 - Kate Gillou, tennista francese (n. 1887)
- 1964 - Nicola Vaccaro, politico italiano (n. 1922)
- 1966 - Enrico Castello, pittore e illustratore italiano (n. 1890)
- 1966 - Adelaide Coari, insegnante e sindacalista italiana (n. 1881)
- 1967 - Smiley Burnette, musicista e attore statunitense (n. 1911)
- 1967 - Pietro Dodero, pittore e incisore italiano (n. 1881)
- 1967 - Corrado Tumiati, medico, scrittore e giornalista italiano (n. 1885)
- 1969 - Otto Heidkämper, generale tedesco (n. 1901)
- 1970 - Francis Peyton Rous, medico statunitense (n. 1879)
- 1970 - Carl de Vogt, attore e cantante tedesco (n. 1885)
- 1971 - Renzo Castagneto, pilota automobilistico e dirigente sportivo italiano (n. 1891)
- 1971 - Fritz Kolbe, diplomatico tedesco (n. 1900)
- 1972 - Karl Beck, calciatore e allenatore di calcio austriaco (n. 1888)
- 1972 - Oreste Ferrara, avvocato e politico italiano (n. 1876)
- 1972 - Amleto Lacerenza, compositore, direttore d'orchestra e militare italiano (n. 1910)
- 1973 - Cicely Mary Barker, illustratrice inglese (n. 1895)
- 1973 - Georg Ferdinand Duckwitz, diplomatico tedesco (n. 1904)
- 1973 - Mohammed Hassan, calciatore egiziano (n. 1905)
- 1973 - Herbert J. Krapp, architetto e progettista statunitense (n. 1886)
- 1974 - Enif Angiolini, attrice teatrale e scrittrice italiana (n. 1886)
- 1974 - Grace Bolen, pianista e compositrice statunitense (n. 1884)
- 1974 - John Garand, ingegnere e militare canadese (n. 1888)
- 1974 - Angelo Tarchi, politico italiano (n. 1897)
- 1974 - Lew Wyld, pistard britannico (n. 1905)
- 1975 - Jesslyn Fax, attrice canadese (n. 1893)
- 1975 - Jacques Hilling, attore francese (n. 1922)
- 1975 - Lucien Huteau, calciatore francese (n. 1878)
- 1975 - Chivu Stoica, politico rumeno (n. 1908)
- 1975 - Morgan Taylor, ostacolista statunitense (n. 1903)
- 1975 - Norman Treigle, basso statunitense (n. 1927)
- 1976 - Torkild Garp, ginnasta danese (n. 1883)
- 1976 - Mazzino Merlini, calciatore italiano (n. 1900)
- 1976 - Manuel Olivares, calciatore e allenatore di calcio spagnolo (n. 1909)
- 1976 - Giovanni Battista Podestà, artista italiano (n. 1895)
- 1977 - André Gardère, schermidore francese (n. 1913)
- 1977 - Carlos Pellicer, poeta e archeologo messicano (n. 1897)
- 1977 - Rózsa Péter, matematica ungherese (n. 1905)
- 1977 - Silvio Scaroni, generale e aviatore italiano (n. 1893)
- 1977 - Remo Vigorelli, politico, banchiere e dirigente d'azienda italiano (n. 1893)
- 1978 - Edward Lindberg, velocista statunitense (n. 1886)
- 1978 - Jerry Vayda, cestista statunitense (n. 1934)
- 1979 - Louise Allbritton, attrice statunitense (n. 1920)
- 1979 - Pedro Beltrán Espantoso, imprenditore, politico e diplomatico peruviano (n. 1897)
- 1979 - Ugo D'Alessio, attore italiano (n. 1909)
- 1979 - Manouchehr Khosrodad, generale iraniano (n. 1927)
- 1979 - Mehdi Rahimi, generale iraniano (n. 1921)
- 1979 - Henk Steeman, calciatore olandese (n. 1894)
- 1979 - Åke Thelning, cavaliere svedese (n. 1892)
- 1979 - Kristen Vadgaard, ginnasta danese (n. 1886)
- 1980 - Erich Hückel, chimico e fisico tedesco (n. 1896)
- 1981 - Luigi Bosatra, marciatore italiano (n. 1905)
- 1981 - Tomaso Buzzi, architetto italiano (n. 1900)
- 1981 - Herman Wirth, filologo olandese (n. 1885)
- 1982 - Alejandro de los Santos, calciatore argentino (n. 1902)
- 1982 - Jack Kiley, cestista statunitense (n. 1929)
- 1982 - Carlo Rivolta, giornalista italiano (n. 1949)
- 1982 - Frank Wels, calciatore olandese (n. 1909)
- 1983 - Kazimiera Iłłakowiczówna, poetessa e traduttrice polacca (n. 1892)
- 1985 - Henning Aamodt, calciatore norvegese (n. 1952)
- 1985 - Mathew Beard, supercentenario statunitense (n. 1870)
- 1985 - Riccardo Del Giudice, sindacalista, politico e giurista italiano (n. 1900)
- 1985 - Alí Primera, cantante e chitarrista venezuelano (n. 1941)
- 1986 - Howard Da Silva, attore statunitense (n. 1909)
- 1986 - Joseph Duell, danzatore e coreografo statunitense (n. 1956)
- 1986 - Luigi Pedrollo, presbitero italiano (n. 1888)
- 1987 - Roberto De Monticelli, scrittore, giornalista e critico teatrale italiano (n. 1919)
- 1988 - Francesco Barberi, bibliotecario italiano (n. 1905)
- 1988 - Charles Delaunay, critico musicale e produttore discografico francese (n. 1911)
- 1988 - Hélène Gordon-Lazareff, giornalista russa (n. 1909)
- 1988 - Rinaldo Zardini, paleontologo e botanico italiano (n. 1902)
- 1989 - Mario Boella, ingegnere, docente e militare italiano (n. 1905)
- 1989 - Carlotta di Sassonia-Altenburg, nobile tedesca (n. 1899)
- 1989 - Francesco Colitto, avvocato e politico italiano (n. 1897)
- 1989 - Arne Jørgensen, ginnasta danese (n. 1897)
- 1990 - Robert Brunschvig, islamista francese (n. 1901)
- 1990 - Arcângelo Cerqua, vescovo cattolico e missionario italiano (n. 1917)
- 1990 - Dino Platone, giornalista, antifascista e illustratore italiano (n. 1928)
- 1990 - Keith Haring, pittore statunitense (n. 1958)
- 1990 - Luis Ortiz Monasterio, scultore messicano (n. 1906)
- 1990 - József Moravetz, calciatore rumeno (n. 1911)
- 1990 - Vladimir Vasil'evič Ščerbickij, politico sovietico (n. 1918)
- 1991 - Franco Bignotti, fumettista italiano (n. 1930)
- 1991 - Pericle Maone, insegnante, scrittore e storico italiano (n. 1900)
- 1992 - Charles Carnegie, XI conte di Southesk, nobile scozzese (n. 1893)
- 1992 - Angela Carter, scrittrice e giornalista britannica (n. 1940)
- 1992 - Alberto Gomes, calciatore e allenatore di calcio portoghese (n. 1915)
- 1992 - George MacBeth, poeta e romanziere scozzese (n. 1932)
- 1992 - William Schuman, compositore statunitense (n. 1910)
- 1992 - Luigi Lorenzo Secchi, ingegnere, architetto e pubblicista italiano (n. 1899)
- 1992 - Herman Wold, statistico svedese (n. 1908)
- 1992 - Abbas al-Musawi, religioso e politico libanese (n. 1952)
- 1992 - Jânio Quadros, avvocato e politico brasiliano (n. 1917)
- 1993 - Amos Guttman, regista israeliano (n. 1954)
- 1993 - Giovanni Robert, ingegnere italiano (n. 1907)
- 1993 - Johann Weynand, politico belga (n. 1923)
- 1994 - Tommaso Avezzano Comes, politico italiano (n. 1921)
- 1994 - Noël Foré, ciclista su strada e pistard belga (n. 1932)
- 1994 - François Marty, cardinale e arcivescovo cattolico francese (n. 1904)
- 1994 - Richard O'Kane, ammiraglio statunitense (n. 1911)
- 1995 - Renzo Nobili, zoologo italiano (n. 1930)
- 1995 - Alberto Vivian, calciatore italiano (n. 1944)
- 1995 - Margaret Wade, cestista e allenatrice di pallacanestro statunitense (n. 1912)
- 1996 - Roger Bowen, attore statunitense (n. 1932)
- 1996 - Pat Brown, politico e avvocato statunitense (n. 1905)
- 1996 - Stasys Janušauskas, calciatore lituano (n. 1902)
- 1996 - Brownie McGhee, chitarrista e attore statunitense (n. 1915)
- 1997 - Bärbel Inhelder, psicologa svizzera (n. 1913)
- 1997 - Alvis Vitolinš, scacchista lettone (n. 1946)
- 1997 - Jack Wilson, canottiere britannico (n. 1914)
- 1997 - Wu Jianxiong, fisica cinese (n. 1912)
- 1998 - Luciano Satta, linguista, saggista e giornalista italiano (n. 1924)
- 1999 - Necil Kazım Akses, musicista turco (n. 1908)
- 1999 - Michele Amorena, politico italiano (n. 1946)
- 1999 - Guillermo Arellano, calciatore cileno (n. 1908)
- 1999 - Fritzi Burger, pattinatrice artistica su ghiaccio austriaca (n. 1910)
- 1999 - Michele D'Alessandro, mafioso italiano (n. 1945)
- 1999 - Ugo Grappasonni, golfista italiano (n. 1922)
- 1999 - Bailey Olter, politico micronesiano (n. 1932)
- 1999 - Pietro Scamuzzi, cestista, allenatore di calcio e dirigente sportivo italiano (n. 1915)
- 2000 - Flavio Dalle Mule, avvocato e politico italiano (n. 1912)
- 2000 - Lila Kedrova, attrice francese (n. 1918)
- 2000 - Marceline Day, attrice statunitense (n. 1908)
- 2000 - Louis-Georges Niels, bobbista belga (n. 1919)

## XXI secolo(150)
- 2001 - Mameli Barbara, disegnatore italiano (n. 1908)
- 2001 - Lurlyne Greer, cestista statunitense (n. 1928)
- 2001 - Howard W. Koch, produttore cinematografico, regista e produttore televisivo statunitense (n. 1916)
- 2001 - Giuseppe Fierino Lucchini, pittore italiano (n. 1907)
- 2001 - William Howell Masters, ginecologo e sessuologo statunitense (n. 1915)
- 2001 - Bobby Scarr, cestista canadese (n. 1926)
- 2001 - Helen Vita, attrice e cantante svizzera (n. 1928)
- 2002 - Tommy Crutcher, giocatore di football americano statunitense (n. 1941)
- 2002 - Walter Winterbottom, calciatore e allenatore di calcio inglese (n. 1913)
- 2003 - Nidal Fathi Rabah Farhat, ingegnere militare palestinese (n. 1971)
- 2003 - Aleksandar Tišma, scrittore serbo (n. 1924)
- 2004 - Tito Marchioro, fumettista italiano (n. 1931)
- 2004 - Vincenzo Mondo, politico e medico italiano (n. 1925)
- 2004 - Geoff Twentyman, allenatore di calcio e calciatore inglese (n. 1930)
- 2005 - Hans von Blixen-Finecke Jr., cavaliere svedese (n. 1916)
- 2005 - Carlo Cataneo, attore e doppiatore italiano (n. 1930)
- 2005 - Nicole DeHuff, attrice statunitense (n. 1975)
- 2005 - Aldo Del Monte, vescovo cattolico italiano (n. 1915)
- 2005 - Tony Mimms, musicista, produttore discografico e direttore d'orchestra scozzese (n. 1949)
- 2005 - Narriman Sadiq, nobile egiziana (n. 1933)
- 2005 - Jwani Riad Nosseir, cestista egiziano (n. 1913)
- 2005 - Marcello Viotti, direttore d'orchestra svizzero (n. 1954)
- 2006 - Gennadij Cygankov, hockeista su ghiaccio sovietico (n. 1947)
- 2006 - Erna Flegel, infermiera tedesca (n. 1911)
- 2006 - Johnny Grunge, wrestler statunitense (n. 1966)
- 2006 - Jan Janbroers, allenatore di pallacanestro olandese (n. 1928)
- 2006 - Adolfo Mazzini, cestista italiano (n. 1909)
- 2006 - Giovanni Battista Scaglia, politico italiano (n. 1910)
- 2006 - Ernie Stautner, giocatore di football americano e allenatore di football americano tedesco (n. 1925)
- 2007 - Enzo Balocchi, politico italiano (n. 1923)
- 2007 - Josef Klíma, cestista cecoslovacco (n. 1911)
- 2007 - Sergio Marcianò, presbitero, compositore e organista italiano (n. 1922)
- 2007 - Fernando Perdigão, calciatore portoghese (n. 1932)
- 2007 - Alfonso Silva, calciatore spagnolo (n. 1926)
- 2007 - Marcel de Quervain, fisico e chimico svizzero (n. 1915)
- 2008 - Boris Alekseevič Chmelnickij, attore russo (n. 1940)
- 2008 - Oreste Grossi, canottiere italiano (n. 1912)
- 2008 - Vittorio Lucarelli, schermidore italiano (n. 1928)
- 2008 - James Orange, attivista statunitense (n. 1942)
- 2008 - Fabio Presca, cestista e dirigente sportivo italiano (n. 1930)
- 2009 - Stephen Kim Sou-hwan, cardinale e arcivescovo cattolico sudcoreano (n. 1922)
- 2010 - Emilio Busolini, organista e compositore italiano (n. 1910)
- 2010 - Gaetano Caltagirone, imprenditore italiano (n. 1929)
- 2010 - John Davis Chandler, attore statunitense (n. 1935)
- 2010 - Abdulchakim Isakovič Ismailov, militare sovietico (n. 1916)
- 2010 - Emilio Lavazza, imprenditore italiano (n. 1932)
- 2010 - Agostino Puppo, rugbista a 15 italiano (n. 1948)
- 2011 - Alfred Burke, attore britannico (n. 1918)
- 2011 - Don Delaney, allenatore di pallacanestro e dirigente sportivo statunitense (n. 1936)
- 2011 - Arnaldo Di Maria, ciclista su strada italiano (n. 1935)
- 2011 - Tonny van Ede, calciatore olandese (n. 1924)
- 2011 - Justinas Marcinkevičius, poeta e drammaturgo lituano (n. 1930)
- 2011 - Santi Santamaria, cuoco spagnolo (n. 1957)
- 2011 - David Shapiro, contrabbassista statunitense (n. 1952)
- 2012 - Dušan Antunović, pallanuotista e allenatore di pallanuoto croato (n. 1947)
- 2012 - Chikage Awashima, attrice giapponese (n. 1924)
- 2012 - Gary Carter, giocatore di baseball statunitense (n. 1954)
- 2012 - René Debenne, ciclista su strada francese (n. 1914)
- 2012 - Baddeley Devesi, politico salomonese (n. 1941)
- 2012 - Elyse Knox, attrice e modella statunitense (n. 1917)
- 2012 - John Macionis, nuotatore statunitense (n. 1916)
- 2012 - Anthony Shadid, giornalista statunitense (n. 1968)
- 2012 - Gene Vance, cestista, allenatore di pallacanestro e dirigente sportivo statunitense (n. 1923)
- 2012 - Erwin Wilhelm, calciatore tedesco (n. 1926)
- 2013 - Eric Ericson, direttore d'orchestra svedese (n. 1918)
- 2013 - Enio Girolami, attore italiano (n. 1935)
- 2013 - Preben Jensen, calciatore danese (n. 1939)
- 2013 - Grigorij Pomeranc, scrittore russo (n. 1918)
- 2013 - Tony Sheridan, cantautore e chitarrista britannico (n. 1940)
- 2014 - Micheline Bardin, ballerina e cantante francese (n. 1920)
- 2014 - Lazar Lemić, calciatore jugoslavo (n. 1937)
- 2014 - Jimmy T. Murakami, animatore e regista statunitense (n. 1933)
- 2014 - Rich Peek, cestista statunitense (n. 1943)
- 2014 - Michael Shea, scrittore statunitense (n. 1946)
- 2015 - Clyde Duncan, giocatore di football americano statunitense (n. 1961)
- 2015 - Lasse Braun, regista e scrittore italiano (n. 1936)
- 2015 - Lesley Gore, cantante statunitense (n. 1946)
- 2015 - Aleksandr Melent'ev, tiratore a segno kirghiso (n. 1954)
- 2015 - Lorena Rojas, attrice e cantante messicana (n. 1971)
- 2015 - Olga Tőrös, ginnasta ungherese (n. 1914)
- 2016 - Boutros Boutros-Ghali, giurista, politico e diplomatico egiziano (n. 1922)
- 2016 - Eugenio Carmi, pittore italiano (n. 1920)
- 2016 - Thérèse Clerc, attivista francese (n. 1927)
- 2016 - Srđan Dizdarević, giornalista, diplomatico e attivista bosniaco (n. 1952)
- 2016 - Charles Caldwell Ryrie, biblista e teologo statunitense (n. 1925)
- 2017 - Josef Augusta, hockeista su ghiaccio ceco (n. 1946)
- 2017 - Dick Bruna, fumettista, disegnatore e illustratore olandese (n. 1927)
- 2017 - Bengt Gustavsson, calciatore e allenatore di calcio svedese (n. 1928)
- 2017 - Jannis Kounellis, pittore e scultore greco (n. 1936)
- 2017 - George Steele, wrestler e attore statunitense (n. 1937)
- 2017 - Richard Keir Pethick Pankhurst, docente e storico britannico (n. 1927)
- 2018 - Reidar Berg, bobbista norvegese (n. 1924)
- 2018 - Wim Bergmans, zoologo olandese (n. 1940)
- 2018 - Jim Bridwell, alpinista e arrampicatore statunitense (n. 1944)
- 2018 - Lia Dell'Ara, coreografa e danzatrice italiana (n. 1923)
- 2018 - Jean-Pierre Kintz, storico e docente francese (n. 1932)
- 2019 - Don Bragg, astista statunitense (n. 1935)
- 2019 - Bruno Ganz, attore svizzero (n. 1941)
- 2019 - Richard N. Gardner, diplomatico e economista statunitense (n. 1927)
- 2019 - Serge Merlin, attore francese (n. 1932)
- 2019 - René Van Den Broeck, cestista belga (n. 1955)
- 2020 - Henry Akin, cestista statunitense (n. 1944)
- 2020 - Graeme Allwright, cantante, musicista e attore teatrale neozelandese (n. 1926)
- 2020 - Giacomo Attolico, diplomatico italiano (n. 1928)
- 2020 - Zoe Caldwell, attrice e doppiatrice australiana (n. 1933)
- 2020 - Frances Cuka, attrice britannica (n. 1936)
- 2020 - Jason Davis, attore e doppiatore statunitense (n. 1984)
- 2020 - Paolo Giuranna, regista teatrale, attore e scrittore italiano (n. 1935)
- 2020 - Harry Gregg, calciatore e allenatore di calcio nordirlandese (n. 1932)
- 2020 - Fabrizio Matteucci, politico italiano (n. 1957)
- 2020 - Pearl Carr & Teddy Johnson, cantante britannica (n. 1923)
- 2021 - Massimo Anderson, politico italiano (n. 1934)
- 2021 - Lonnie Kluttz, cestista statunitense (n. 1945)
- 2021 - Bernard Lown, cardiologo statunitense (n. 1921)
- 2021 - Joan Margarit i Consarnau, poeta e architetto spagnolo (n. 1938)
- 2021 - Giovanni Marongiu, avvocato e politico italiano (n. 1937)
- 2021 - Gustavo Noboa, politico ecuadoriano (n. 1937)
- 2021 - Jan Sokol, politico, filosofo e attivista ceco (n. 1936)
- 2021 - Claudio Sorrentino, doppiatore, direttore del doppiaggio e attore italiano (n. 1945)
- 2022 - Cristina Calderón, scrittrice, etnografa e lessicografa cilena (n. 1928)
- 2022 - Luigi De Magistris, cardinale e arcivescovo cattolico italiano (n. 1926)
- 2022 - Michel Deguy, scrittore, poeta e filosofo francese (n. 1930)
- 2022 - Sergio Franzoi, pittore italiano (n. 1929)
- 2022 - Orazio Gnerre, linguista e traduttore italiano (n. 1925)
- 2022 - Dražen Gović, calciatore croato (n. 1981)
- 2022 - Gail Halvorsen, aviatore e militare statunitense (n. 1920)
- 2022 - Gérard Moss, aviatore, ambientalista e esploratore britannico (n. 1955)
- 2022 - Declan O'Brien, regista, sceneggiatore e produttore cinematografico statunitense (n. 1965)
- 2022 - Marco Salvador, scrittore italiano (n. 1948)
- 2022 - Amos Sawyer, politico liberiano (n. 1945)
- 2022 - Valentino Valli, calciatore italiano (n. 1929)
- 2023 - Tulsidas Balaram, calciatore indiano (n. 1936)
- 2023 - Michel Deville, regista francese (n. 1931)
- 2023 - Simone Edwards, cestista e allenatrice di pallacanestro giamaicana (n. 1973)
- 2023 - Charles Knode, costumista britannico (n. 1942)
- 2023 - Tim Lobinger, astista tedesco (n. 1972)
- 2023 - Tony Marshall, cantante e showman tedesco (n. 1938)
- 2023 - Alberto Radius, chitarrista, cantante e produttore discografico italiano (n. 1942)
- 2023 - Giorgio Ruffolo, politico, economista e dirigente d'azienda italiano (n. 1926)
- 2023 - Mario Zurlini, allenatore di calcio e calciatore italiano (n. 1942)
- 2024 - Vasco Cantarello, canottiere italiano (n. 1936)
- 2024 - Giorgio Malentacchi, politico italiano (n. 1934)
- 2024 - Ian McMillan, calciatore scozzese (n. 1931)
- 2024 - Aleksej Naval'nyj, attivista, politico e blogger russo (n. 1976)
- 2024 - Jan Johnsen Sørensen, calciatore e allenatore di calcio danese (n. 1955)
- 2024 - Jorge Toro, calciatore cileno (n. 1939)
- 2025 - Mike Collier, giocatore di football americano statunitense (n. 1953)
- 2025 - Kim Sae-ron, attrice sudcoreana (n. 2000)
- 2025 - Óscar Valdez, calciatore argentino (n. 1946)
- 2025 - Vladimír Válek, direttore d'orchestra ceco (n. 1935)